# Diepenau
Diepenau là một đô thị ở huyện huyện Nienburg, trong bang Niedersachsen, nước Đức. Đô thị Diepenau có diện tích 70,05 km².